# گوشت گوزن

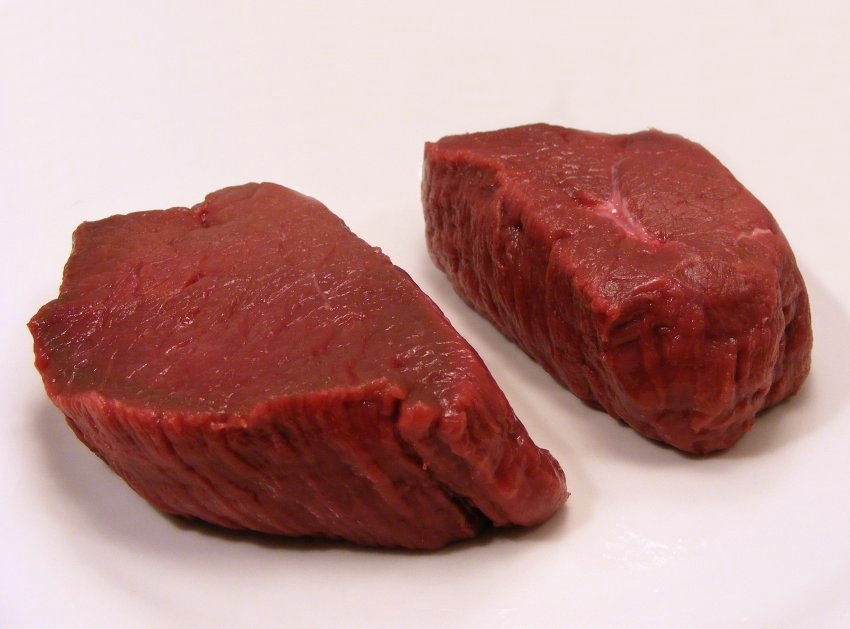

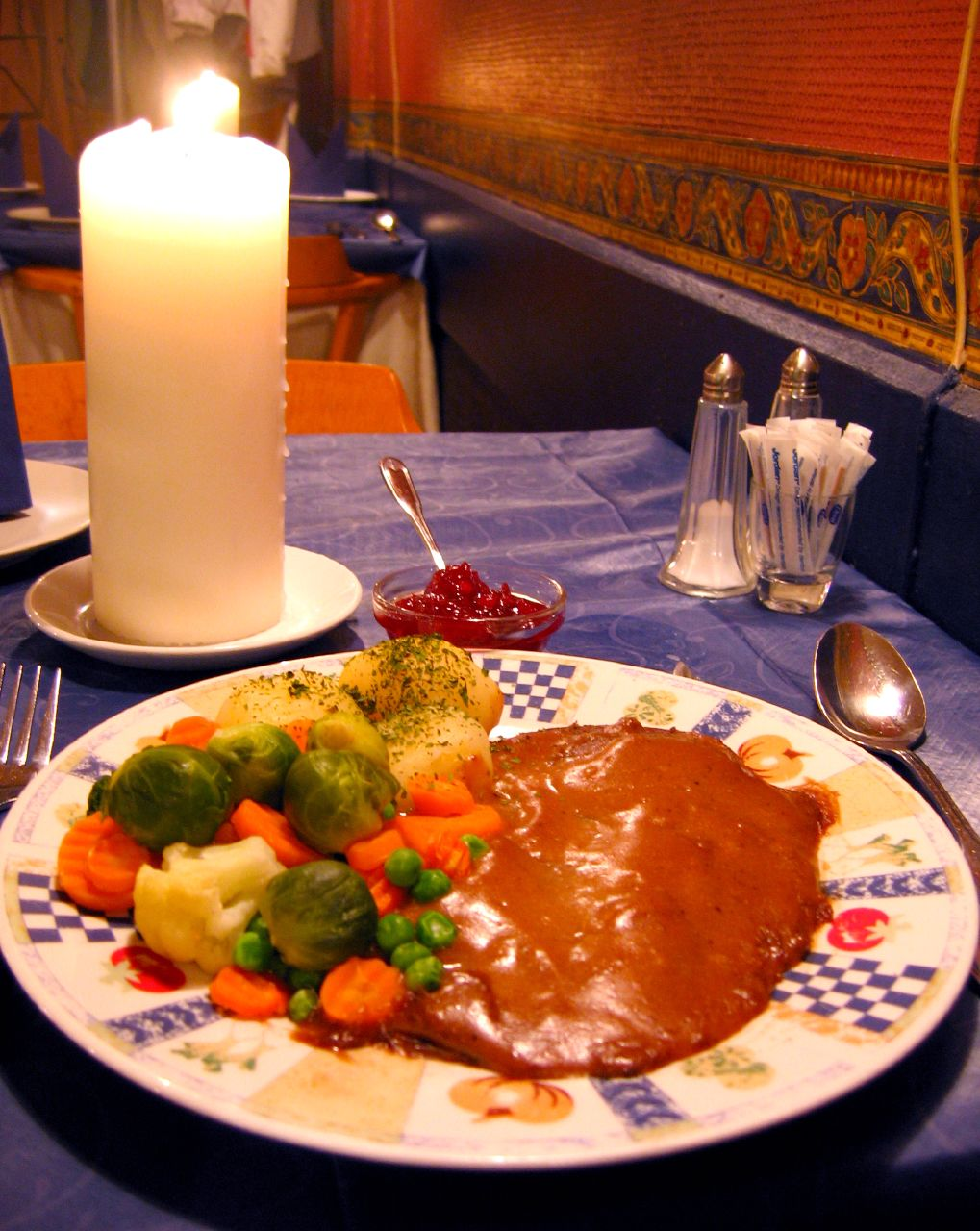
یک غذای نروژی ساخته شده با گوشت گوزن

گوشت گوزن به گوشتی می‌گویند که از گوزن به دست آمده است. با این گوشت غذاهای گوناگونی از جمله استیک، بریان و سوسیس می‌سازند.
گوشت گوزن در برخی کشورها از راه شکار تهیه می‌شود و در بعضی کشورها از راه پرورش به دست می‌آید .
.
در برخی کشورهای اروپایی بر اثر شکار بی‌رویه گوزنها، برای تغذیه سربازان در جنگ جهانی دوم، تا سالها پس از پایان این جنگ گوشت گوزن بسیار کمیاب شده بود، تا اینکه نهایتاً با اجرای طرحهای پرورش گوزن نه‌تنها نسل گوزن زیاد شده است بلکه امروزه با این گوشت غذاهای گوناگونی از جمله استیک، بریان و سوسیس می‌سازند. .